# Riksdagen 1568
Riksdagen 1568 sammankallades till Stockholm, men genomfördes inte.
Mitt under stridigheterna mellan Erik XIV och hans bröder så kallade Erik den 1 augusti 1568 ombud för företrädare för svealandskapen till ett möte i Stockholm. Mötet blev dock inte av då striderna var mitt i ett intensivt skede och nyckelpersoner inklusive Erik var vid sina trupper.